# 水榭
水榭，是建设在水边或水上的供人游憩的东亚传统建筑物。建筑设有平台，其一半延伸至水上，另一半则架设在水岸，上建有亭形建筑，周围的柱间有栏杆或者美人靠，临水的一面开阔。大部分水榭均设隔扇门窗，不筑实体墙。现代的水榭除了用作休息室，也有的用来当作茶室、接待室、游船码头或演出舞台等。

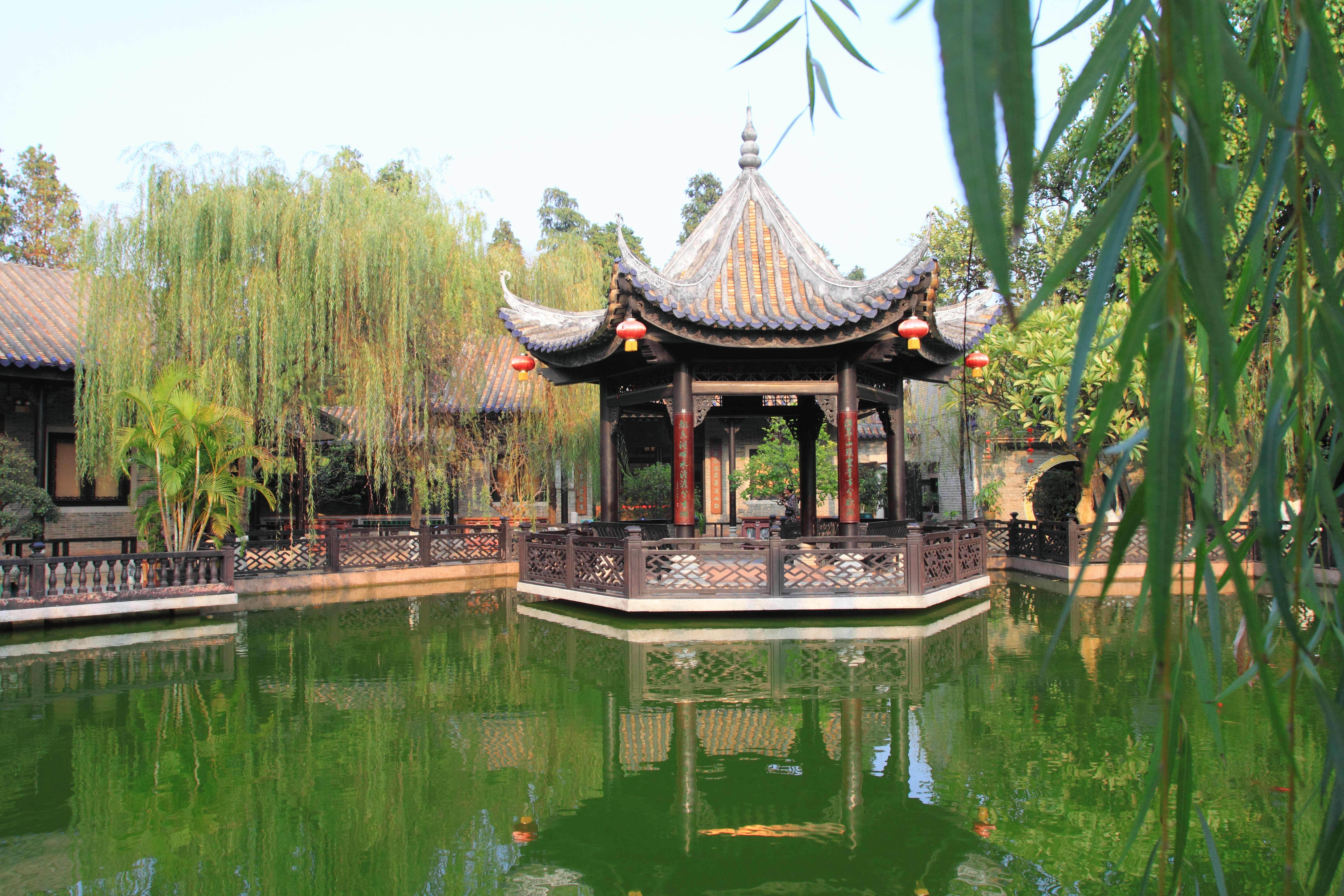
中国广州市番禺区南村镇余荫山房的水榭
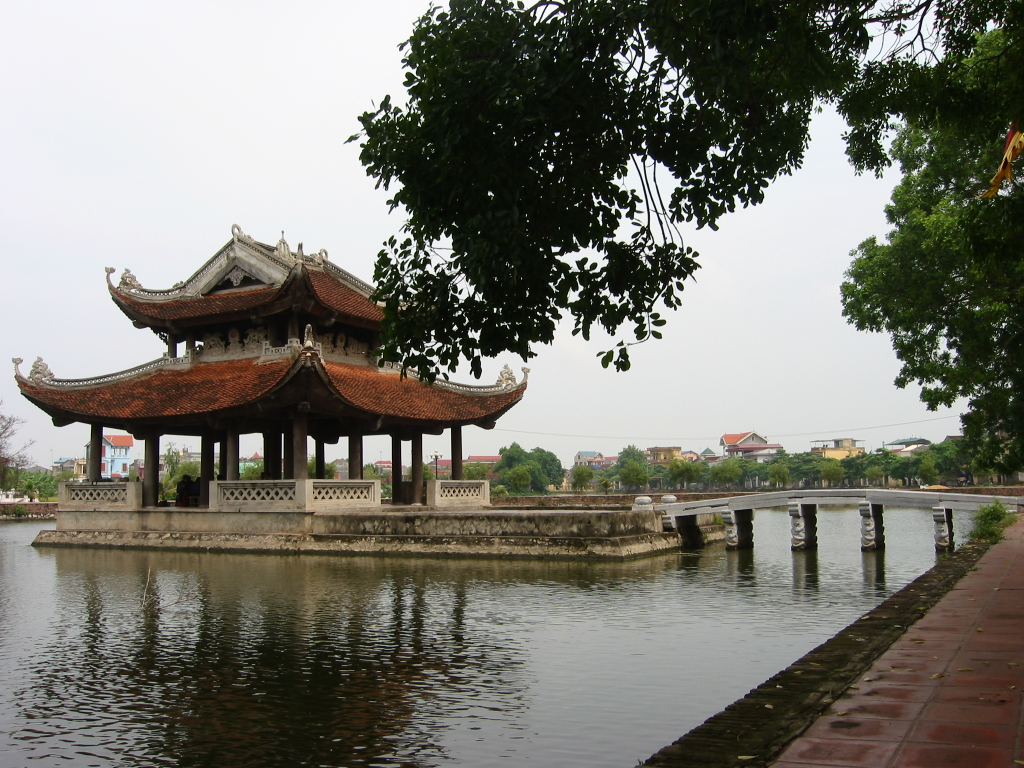
越南北寧省慈山縣李八帝殿的水榭
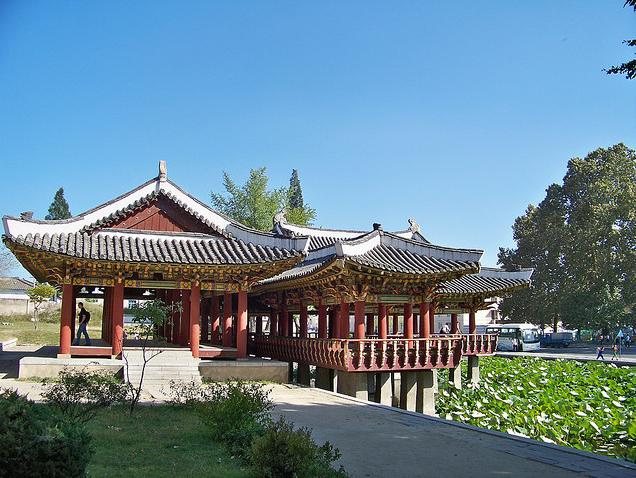
位于北朝鲜黄海南道海州市的芙蓉堂